# Letheringsett with Glandford
Letheringsett with Glandford – civil parish w Anglii, w hrabstwie Norfolk, w dystrykcie North Norfolk. Leży 35 km na północny zachód od Norwich i 176 km na północny wschód od Londynu.
W 2001 miejscowość liczyła 225 mieszkańców.